# Калужский областной комитет КПСС
Калужский областной комитет КПСС — региональный орган партийного управления в РСФСР в 1944—1991 годах.
Калужская область образована Указом Президиума Верховного Совета СССР 5 июля 1944 года, в состав области вошли 27 районов из Смоленской, Орловской и Тульской областей. Центр — Калуга.
В октябре 1952 года Калужский областной комитет ВКП(б) был переименован в Калужский областной комитет КПСС.
В 1990 или в 1991 году переименован в Калужский областной комитет КП РСФСР (в составе КПСС).
23 августа 1991 года деятельность КП РСФСР (КПСС) приостановлена, а 6 ноября того же года запрещена.

## Первые секретари обкома
- Попов, Илья Георгиевич июль 1944 года — 16 марта 1948 года
- Панов, Борис Иванович 16 марта 1948 года — 20 сентября 1952 года
- Постовалов, Сергей Осипович 23 сентября 1952 года — 11 августа 1961 года
- Кандрёнков, Андрей Андреевич 11 августа 1961 года — 9 декабря 1983 года
- Уланов, Геннадий Иванович 9 декабря 1983 года — 27 февраля 1990 года
- Сударенков, Валерий Васильевич 27 февраля 1990 года — 15 августа 1991 года
- Зарапин, Геннадий Васильевич 15 августа — 23 августа 1991 года